# Hans Bucka (Physiker)
Hans Bucka (* 24. Januar 1925 in Dresden; † 12. Februar 2011) war ein deutscher Physiker und Hochschullehrer.

## Leben und Wirken

### Wissenschaftlicher Werdegang
Am 25. November 1954 promovierte er an der Universität Göttingen mit seiner Dissertation Über eine Methode zur Umbesetzung der Hyperfeinstrukturterme des Natrium-Grundzustandes. Mit seiner Habilitationsschrift Ein Dreifachresonanzexperiment zur Untersuchung unaufgelöster Doppelresonanzkomponenten in der Hyperfeinstruktur angeregter Atomzustände vom 8. Mai 1961 habilitierte er sich an der naturwissenschaftlichen Fakultät der Universität Heidelberg.
1962 ging er für ein Jahr nach New York und dann 1963 an die Technische Universität Berlin, wo er im Fachbereich Physik an den neu geschaffenen Lehrstuhl für Kernphysik berufen wurde. Dort baute er das Institut für Kernphysik auf, das er als Geschäftsführender Direktor leitete und prägte. Darüber hinaus beschäftigte er sich mit vielen Themen im Bereich der Strahlungs- und Teilchenphysik.
Eine breitere Bekanntheit erlangte er als Autor der beiden Standardwerke Atomkerne und Elementarteilchen (1973) und Nukleonen-Physik (1981) und als Herausgeber einer Nuklidkarte, die er zuvor zu Anschauungszwecken sogar als dreidimensionales Modell in seinem Garten aufgebaut hatte.

### Schwenkbarer Stab zum Nachweis der Erdrotation
Schon als Student veröffentlichte er 1949 in der Zeitschrift für Physik ein einfaches Experiment zum Nachweis der Erdrotation:

Schwenkbarer Stab nach Hans Bucka zum Nachweis der Erdrotation
Versuchsbeginn: Ein leicht asymmetrisch aufgehängter Stab in horizontaler Ausrichtung in Ruhe.
Versuchsende: Der Stab schwenkt durch die Schwerkraftwirkung in die vertikale Lage und beginnt sich aufgrund und der Drehimpulserhaltung zu drehen, weil sich das Trägheitsmoment der senkrechten Achse dabei ändert.

### Weitere Tätigkeiten
Hans Bucka war lange Jahre Vertrauensdozent der Studienstiftung des Deutschen Volkes. Für den wissenschaftlichen Nachwuchs hat er sich auch in der Auswahlkommission der Wigner-Stiftung und als Vorsitzender der Forschungskommission seines Fachbereiches engagiert.
Hans Bucka war leidenschaftlicher Bratschenspieler und trat häufig auch im Fachbereich seiner Universität als Musiker auf.

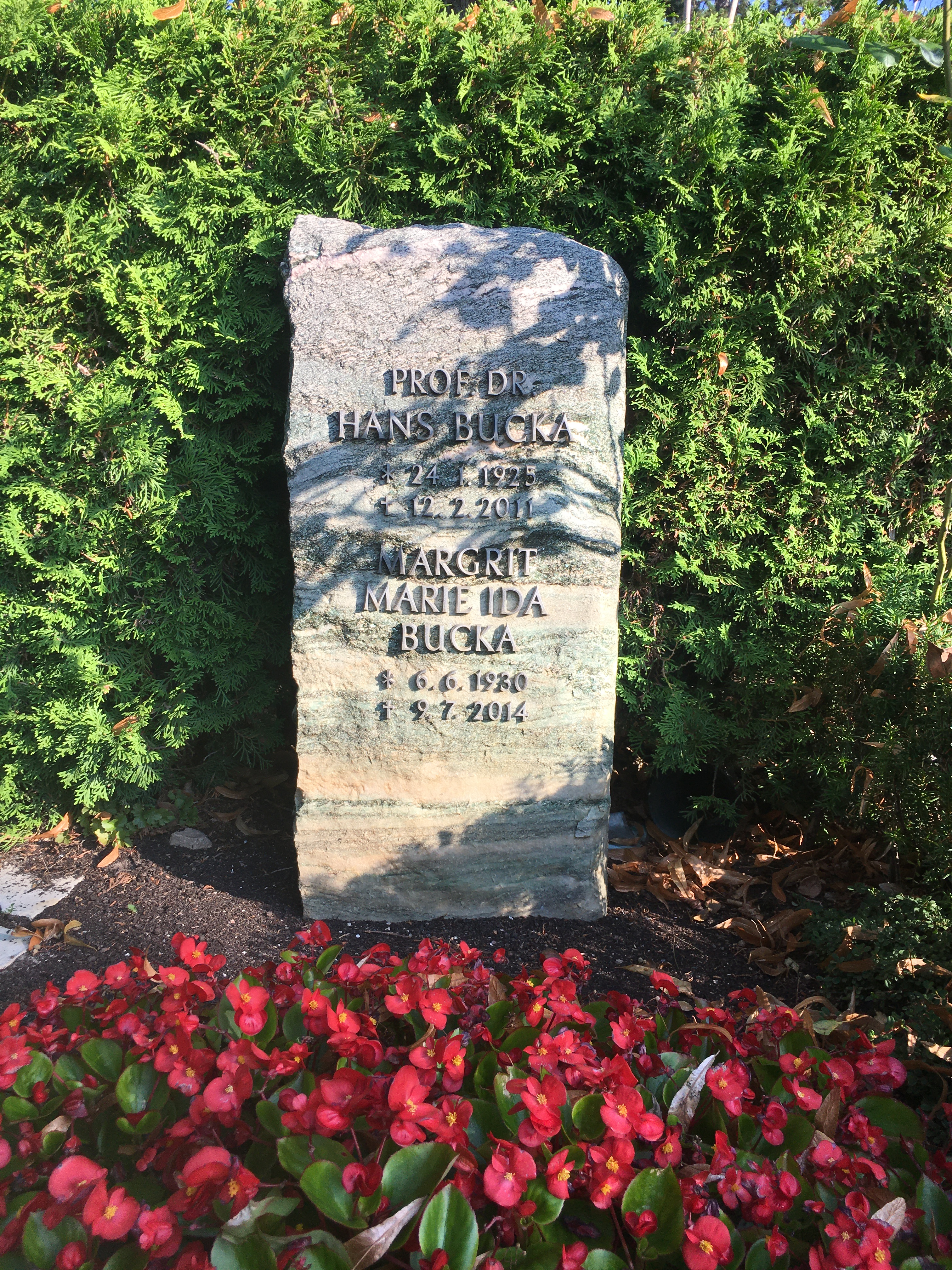
Grabstätte

### Tod
Bucka verstarb am 12. Februar 2011 nur wenige Wochen nach seinem 86. Geburtstag. Seine letzte Ruhestätte fand Hans Bucka auf dem Friedhof Zehlendorf. (Feld 018-596)

## Veröffentlichungen (Auswahl)
- Zwei einfache Vorlesungsversuche zum Nachweis der Erddrehung. In: Zeitschrift für Physik A. Band 126, 1949, S. 98–105; Band 128, 1950, S. 104–107.
- Über eine Methode zur Umbesetzung der Hyperfeinstrukturterme des Na-Grundzustandes. Dissertation, Göttingen 1954.
- Ein Dreifachresonanzexperiment zur Untersuchung unaufgelöster Doppelresonanzkomponenten in der Hyperfeinstruktur angeregter Atomzustände. Heidelberg 1961.
- Atomkerne und Elementarteilchen. de Gruyter, Berlin, New York 1973, ISBN 3-11-001620-6.
- Nukleonen-Physik. de Gruyter, Berlin, New York 1981, ISBN 3-11-008404-X.
- mit Ludwig Bergmann, Clemens Schaefer und Heinrich Gobrecht: Lehrbuch der Experimentalphysik. Band 4. Teil 1. de Gruyter, 1981, ISBN 978-3-11-008074-2.
- Concise nuclear isobar charts: nuclear ground states and low lying energy levels. de Gruyter, Berlin, New York 1986, ISBN 3-11-008404-X.
- Strahlungsprozesse und Wechselwirkungen im atomaren und subatomaren Bereich. Shaker, Aachen 2005, ISBN 3-8322-4757-2.